# あぶない女たち
『あぶない女たち』（あぶないおんなたち）は、1990年4月2日から同年6月29日まで、フジテレビ系列で放送された東宝、東海テレビ制作の昼ドラマである。

## 概要
OLが直面する恋愛や家庭問題を描く。

## キャスト
- 秋山杏子：星瑤子（現・星ようこ）[1]
- 金田賢一[1]
- 秋山友恵：横山道代[1]
- 秋山弘介：穂積隆信[1]
- 秋山直也：小玉勝一
- 小田薫[1]
- 角替和枝[1]
- 信実一徳
- 佐々木勝彦
- 大塚良重
- 五月晴子
- 水島涼太
- 此島愛子
- 吉尾康秀

## スタッフ
- 演出：平松敏男、塚田哲也
- 脚本：畑嶺明[1]
- 音楽：桑原研郎[1]
- 制作：東宝、東海テレビ放送[1]

## 主題歌
- 「女性たちへの予感」
  - 作詞：荒木とよひさ / 作曲：吉実明宏 / 歌：亜由良